# Campeonato Uruguayo de Primera División 2017
El Campeonato Uruguayo 2017 fue el centésimo decimocuarto torneo de primera división del fútbol uruguayo organizado por la AUF, correspondiente al año 2017.
El 19 de diciembre de 2016, resolvieron que el campeonato se llamaría Walter Ferreira, exkinesiólogo de la selección de Uruguay. Además se fijó el comienzo de la temporada para el 4 de febrero y el final para el 29 de noviembre de 2017. A raíz de la suspensión del campeonato durante 15 días a fines de octubre; el campeonato terminó en diciembre.

## Sistema de disputa
Luego de 11 temporadas disputadas a la europea y una última de transición, se decidió volver al formato tradicional del fútbol uruguayo, que corresponde a jugar cada campeonato en el año calendario, desde enero hasta diciembre.
El sistema consiste en un Torneo Apertura hasta mitad de año y un Torneo Clausura en la otra mitad. Pero se les suma un Torneo Intermedio en invierno, entre las dos competiciones. Tanto el Apertura como el Clausura, se jugarán de manera tradicional, 15 fechas todos contra todos. Mientras que el Intermedio será una copa dividida en dos series de 8 equipos, determinados por su ubicación en la tabla, si es par o impar, el formato también será todos contra todos en 7 fechas, los campeones de cada serie jugarán un partido para determinar al campeón. Cada torneo mencionado suma puntos para la tabla anual.
Para determinar el campeón uruguayo de la temporada, se utilizará el formato tradicional, que consiste en jugar un play-off, entre el club que más puntos sumó en la tabla anual, y el ganador de un partido entre el campeón del Apertura y Clausura.
El equipo que se corone campeón del Torneo Intermedio se enfrentará al ganador del Campeonato Uruguayo, en una nueva competición, la Supercopa Uruguaya. En caso de que un club gane ambas competiciones, su rival será el finalista del Intermedio. Será un partido único que se jugará una semana antes de que comience la temporada siguiente.
En cuanto a los cupos a competiciones internacionales, el campeón del Uruguayo, clasificará a la Copa Libertadores 2018 como Uruguay 1, mientras que los dos equipos con mayor puntaje en la tabla anual, exceptuando a Uruguay 1, clasificarán como Uruguay 2 y Uruguay 3 a la Copa Libertadores 2018 solamente. El club que le siga en puntaje a Uruguay 3 de la Libertadores, clasificará a la Copa Sudamericana 2018 como Uruguay 2, el campeón del Torneo Intermedio clasificará como Uruguay 3 si no logra el cupo por la tabla anual, mientras que Uruguay 4 será aquel equipo que siga en puntaje de la tabla anual a Uruguay 2 de la Sudamericana y no haya logrado la clasificación de otra forma.

## Participantes

### Ascensos y descensos
Un total de 16 equipos disputarán el campeonato, incluyendo 15 equipos de la Primera División de Uruguay 2016 y uno ascendido desde la Segunda División de Uruguay 2016.
| Club             | Ascendido como                |
| ---------------- | ----------------------------- |
| El Tanque Sisley | Campeón Segunda División 2016 |

| Club           | Descendido como             |
| -------------- | --------------------------- |
| Villa Española | 16° Tabla del descenso 2016 |

### Información de equipos
Todos los datos estadísticos corresponden únicamente a los Campeonatos Uruguayos organizados por la Asociación Uruguaya de Fútbol, no se incluyen los torneos de la FUF de 1923, 1924 ni el Torneo del Consejo Provisorio 1926 en las temporadas contadas. Las fechas de fundación de los equipos son las declaradas por los propios clubes implicados.
En cursiva los técnicos nuevos que se incorporaron para el campeonato o en el transcurso de las fechas.
| Equipo               | Ciudad                 | Estadio                      | Capacidad | Fundación                | Temporadas | Temp. Consecutivas | Títulos | Subtítulos | 2016 |
| -------------------- | ---------------------- | ---------------------------- | --------- | ------------------------ | ---------- | ------------------ | ------- | ---------- | ---- |
| Nacional             | Montevideo             | Gran Parque Central          | 26 500    | 14 de mayo de 1899       | 113        | 113                | 46      | 42         | 1°   |
| Montevideo Wanderers | Montevideo             | Parque Alfredo Víctor Viera  | 15 000    | 15 de agosto de 1902     | 101        | 18                 | 3       | 7          | 2°   |
| Danubio              | Montevideo             | Jardines del Hipódromo       | 18 000    | 1 de marzo de 1932       | 68         | 48                 | 4       | 3          | 3°   |
| Defensor Sporting    | Montevideo             | Luis Franzini                | 16 000    | 15 de marzo de 1913      | 91         | 53                 | 4       | 8          | 4°   |
| Liverpool            | Montevideo             | Belvedere                    | 8 384     | 15 de febrero de 1915    | 76         | 3                  | —       | —          | 5°   |
| Boston River         | Montevideo             | José Nasazzi                 | 5 002     | 20 de febrero de 1939    | 2          | 2                  | —       | —          | 6°   |
| Cerro                | Montevideo             | Luis Tróccoli                | 25 000    | 1 de diciembre de 1922   | 72         | 11                 | —       | 1          | 7°   |
| Racing               | Montevideo             | Parque Osvaldo Roberto       | 8 500     | 6 de abril de 1919       | 51         | 10                 | —       | —          | 8°   |
| Fenix                | Montevideo             | Parque Capurro               | 5 500     | 7 de julio de 1916       | 36         | 8                  | —       | —          | 9°   |
| River Plate          | Montevideo             | Parque Federico Omar Saroldi | 5.165     | 11 de mayo de 1932       | 69         | 14                 | —       | 1          | 10°  |
| Juventud             | Las Piedras            | Parque Artigas               | 5 500     | 24 de diciembre de 1935  | 12         | 6                  | —       | —          | 11°  |
| Sud América          | Montevideo             | Parque Palermo               | 6 500     | 15 de febrero de 1914    | 51         | 5                  | —       | —          | 12°  |
| Rampla Juniors       | Montevideo             | Olímpico                     | 6 000     | 7 de enero de 1914       | 69         | 2                  | 1       | 5          | 13°  |
| Peñarol              | Montevideo             | Campeón del Siglo            | 40 005    | 28 de septiembre de 1891 | 112        | 89                 | 48      | 40         | 14°  |
| Plaza Colonia        | Colonia del Sacramento | Juan Gaspar Prandi           | 6 000     | 22 de abril de 1917      | 8          | 3                  | —       | —          | 15°  |
| El Tanque Sisley     | Florida                | Campeones Olímpicos          | 7 000     | 17 de marzo de 1955      | 7          | 1                  | —       | —          |      |

### Equipos por departamento
Lugar de origen de cada club, donde se encuentra su sede. Son 14 equipos de la capital del país, mientras que otros 2 corresponden a Canelones y Colonia.
| Departamento | N.º | Equipos |
| ------------ | --- | --- |
| Montevideo   | 14  | Boston River, Cerro, Danubio, Defensor Sporting, El Tanque Sisley, Fénix, Liverpool, Nacional, Peñarol, Racing, Rampla Juniors, River Plate, Sud América y Wanderers |
| Canelones    | 1   | Juventud |
| Colonia      | 1   | Plaza Colonia |

Ubicación de los estadios en que ofician de local los equipos
| Escala nacional                                          | Escala montevideana | Escala montevideana |
| -------------------------------------------------------- | --- | --- |
| Juventud Plaza Colonia El Tanque Montevideo (12 equipos) | Cerro Rampla Liverpool Defensor Sporting Nacional Peñarol Racing Boston R. Wanderers River Plate Sud América Fénix Danubio | - Plaza Colonia oficia de local en el estadio Alberto Suppici de la ciudad de Colonia del Sacramento. - El Tanque Sisley oficia de local en el estadio Campeones Olímpicos de la ciudad de Florida. - Los círculos en color azul señalan en el plano nacional a los equipos que no son originalmente locatarios en esa ciudad; en el plano montevideano, señala a los equipos a los que no les pertenece el estadio que están usufructuando como locatarios. |

### Cambios de entrenadores
En cursiva se señalan los entrenadores interinos.
| Torneo Apertura   |                                                                             |
| Equipo            | Entrenador (jornadas)                                                       |
| Plaza Colonia     | Leonel Rocco (1-4) Carlos Manta (5) Roberto García (6) Edgardo Arias (7-15) |
| Danubio           | Pablo Rodríguez (1-5) Gastón Machado (6-15)                                 |
| River Plate       | Julio Comesaña (1-6) Pablo Tiscornia (7-15)                                 |
| Liverpool         | Mario Saralegui (1-7) Alejandro Bertoldi (8-15)                             |
| Juventud          | Santiago Ostolaza (1-8) José Puente (9-15)                                  |
| Sud América       | Galiana (1-8) Damián Timpani (9-15)                                         |
| Rampla Juniors    | Fernando Araújo (1-11) Luis López (12-15)                                   |
| Racing Club       | Ney Morales (1-13) Pablo Peirano (13-15)                                    |
| Torneo Intermedio |                                                                             |
| Equipo            | Entrenador (jornadas)                                                       |
| El Tanque Sisley  | Raúl Möller (1-5) Luis Duarte (6-7)                                         |
| Torneo Clausura   |                                                                             |
| Equipo            | Entrenador (jornadas)                                                       |
| Cerro             | Diego Barragán (cesado) José Enrique Basualdo (1-act)                       |
| El Tanque Sisley  | Luis Duarte (cesado) Julio César Antúnez (1-act)                            |
| Liverpool         | Alejandro Bertoldi (1-2) Rosario Martínez (3-)                              |
| Sud América       | Damián Timpani (1-4) Gustavo Bueno (5-)                                     |
| Plaza Colonia     | Edgardo Arias (1-6) Pedro Gracia (7-)                                       |
| Fénix             | Gustavo Ferrín (1-10) Nathaniel Revetria (11-)                              |
| Danubio           | Gastón Machado (1-12) Roberto Roo (13-)                                     |

## Clasificación

### Torneo Apertura
|                                          | Pos. | Equipos               | PJ | PG | PE | PP | GF | GC | Dif. | Puntos |
| ---------------------------------------- | ---- | --------------------- | -- | -- | -- | -- | -- | -- | ---- | ------ |
|                                          | 1.   | Defensor Sporting (C) | 15 | 11 | 3  | 1  | 25 | 13 | +12  | 36     |
|                                          | 2.   | Nacional              | 15 | 11 | 2  | 2  | 26 | 15 | +11  | 35     |
|                                          | 3.   | Peñarol               | 15 | 7  | 7  | 1  | 29 | 12 | +17  | 28     |
|                                          | 4.   | Cerro                 | 15 | 7  | 4  | 4  | 26 | 18 | +8   | 25     |
|                                          | 5.   | Boston River          | 15 | 7  | 2  | 6  | 21 | 15 | +6   | 23     |
|                                          | 6.   | Wanderers             | 15 | 7  | 1  | 7  | 26 | 24 | +2   | 22     |
|                                          | 7.   | Rampla Juniors        | 15 | 6  | 3  | 6  | 20 | 23 | -3   | 21     |
|                                          | 8.   | Danubio               | 15 | 4  | 7  | 4  | 17 | 16 | +1   | 19     |
|                                          | 9.   | El Tanque Sisley      | 15 | 6  | 1  | 8  | 20 | 29 | -9   | 19     |
|                                          | 10.  | River Plate           | 15 | 4  | 6  | 5  | 14 | 17 | -3   | 18     |
|                                          | 11.  | Fénix                 | 15 | 4  | 4  | 7  | 21 | 20 | +1   | 16     |
|                                          | 12.  | Racing                | 15 | 4  | 3  | 8  | 16 | 23 | -7   | 15     |
|                                          | 13.  | Liverpool             | 15 | 3  | 6  | 6  | 14 | 23 | -9   | 15     |
|                                          | 14.  | Juventud              | 15 | 3  | 5  | 7  | 19 | 24 | -5   | 14     |
|                                          | 15.  | Plaza Colonia         | 15 | 3  | 5  | 7  | 16 | 22 | -6   | 14     |
|                                          | 16.  | Sud América           | 15 | 2  | 3  | 10 | 18 | 34 | -16  | 9      |
| Última actualización: 14 de mayo de 2017 |      |                       |    |    |    |    |    |    |      |        |

|  | Campeón del Torneo Apertura y clasificado a semifinal de la definición del Campeonato Uruguayo. |

### Torneo Intermedio

#### Serie A
|                                          | Pos. | Equipos           | PJ | PG | PE | PP | GF | GC | Dif. | Puntos |
| ---------------------------------------- | ---- | ----------------- | -- | -- | -- | -- | -- | -- | ---- | ------ |
|                                          | 1.   | Defensor Sporting | 7  | 5  | 2  | 0  | 15 | 7  | +8   | 17     |
|                                          | 2.   | Peñarol           | 7  | 5  | 1  | 1  | 17 | 7  | +10  | 16     |
|                                          | 3.   | Rampla Juniors    | 7  | 3  | 2  | 2  | 7  | 8  | -1   | 11     |
|                                          | 4.   | Boston River      | 7  | 3  | 1  | 3  | 9  | 9  | 0    | 10     |
|                                          | 5.   | Fénix             | 7  | 2  | 3  | 2  | 8  | 10 | -2   | 9      |
|                                          | 6.   | Plaza Colonia     | 7  | 1  | 3  | 3  | 4  | 9  | -5   | 6      |
|                                          | 7.   | Liverpool         | 7  | 1  | 2  | 4  | 7  | 10 | -3   | 5      |
|                                          | 8.   | El Tanque Sisley  | 7  | 0  | 2  | 5  | 6  | 13 | -7   | 2      |
| Última actualización: 8 de julio de 2017 |      |                   |    |    |    |    |    |    |      |        |

|  | Ganador de la Serie A y clasificado a la final del Torneo Intermedio. |

#### Serie B
|                                          | Pos. | Equipos     | PJ | PG | PE | PP | GF | GC | Dif. | Puntos |
| ---------------------------------------- | ---- | ----------- | -- | -- | -- | -- | -- | -- | ---- | ------ |
|                                          | 1.   | Nacional    | 7  | 6  | 1  | 0  | 16 | 5  | +11  | 19     |
|                                          | 2.   | Wanderers   | 7  | 5  | 2  | 0  | 9  | 3  | +6   | 17     |
|                                          | 3.   | Racing      | 7  | 4  | 1  | 2  | 8  | 6  | +2   | 13     |
|                                          | 4.   | Cerro       | 7  | 2  | 2  | 3  | 7  | 8  | -1   | 8      |
|                                          | 5.   | Danubio     | 7  | 2  | 1  | 4  | 5  | 9  | -4   | 7      |
|                                          | 6.   | Juventud    | 7  | 1  | 3  | 3  | 5  | 8  | -3   | 6      |
|                                          | 7.   | Sud América | 7  | 1  | 2  | 4  | 6  | 11 | -5   | 5      |
|                                          | 8.   | River Plate | 7  | 0  | 3  | 4  | 5  | 11 | -6   | 3      |
| Última actualización: 9 de julio de 2017 |      |             |    |    |    |    |    |    |      |        |

|  | Ganador de la Serie B y clasificado a la final del Torneo Intermedio. |

#### Final
| Final; 16 de julio de 2017, 16:00 | Defensor Sporting | 0:1 (0:0) | Nacional            | Estadio Centenario, Montevideo |                             |
|                                   |                   |           | 68' Rodrigo Aguirre | Árbitro(s): Leodán González    | Árbitro(s): Leodán González |

| Campeón del Torneo Intermedio 2017 Nacional 1° título. |

### Torneo Clausura
|                                              | Pos. | Equipos           | PJ | PG | PE | PP | GF | GC | Dif. | Puntos |
| -------------------------------------------- | ---- | ----------------- | -- | -- | -- | -- | -- | -- | ---- | ------ |
|                                              | 1.   | Peñarol (C)       | 15 | 14 | 0  | 1  | 39 | 7  | +32  | 42     |
|                                              | 2.   | Defensor Sporting | 15 | 10 | 3  | 2  | 27 | 17 | +10  | 33     |
|                                              | 3.   | Nacional          | 15 | 9  | 2  | 4  | 29 | 15 | +14  | 29     |
|                                              | 4.   | River Plate       | 15 | 6  | 6  | 3  | 23 | 16 | +7   | 24     |
|                                              | 5.   | Sud América       | 15 | 6  | 4  | 5  | 26 | 24 | +2   | 22     |
|                                              | 6.   | Danubio           | 15 | 5  | 5  | 5  | 18 | 24 | -6   | 20     |
|                                              | 7.   | Cerro             | 15 | 6  | 2  | 7  | 17 | 24 | -7   | 20     |
|                                              | 8.   | Boston River      | 15 | 5  | 4  | 6  | 13 | 15 | -2   | 19     |
|                                              | 9.   | Rampla Juniors    | 15 | 4  | 6  | 5  | 15 | 19 | -4   | 18     |
|                                              | 10.  | Fénix             | 15 | 4  | 5  | 6  | 17 | 17 | 0    | 17     |
|                                              | 11.  | Liverpool         | 15 | 5  | 2  | 8  | 23 | 25 | -2   | 17     |
|                                              | 12.  | Racing            | 15 | 4  | 5  | 6  | 18 | 22 | -4   | 17     |
|                                              | 13.  | Wanderers         | 15 | 4  | 4  | 7  | 21 | 26 | -5   | 16     |
|                                              | 14.  | El Tanque Sisley  | 15 | 3  | 7  | 5  | 13 | 20 | -7   | 16     |
|                                              | 15.  | Juventud          | 15 | 3  | 2  | 10 | 14 | 28 | -14  | 11     |
|                                              | 16.  | Plaza Colonia     | 15 | 2  | 3  | 10 | 12 | 26 | -14  | 9      |
| Última actualización: 3 de diciembre de 2017 |      |                   |    |    |    |    |    |    |      |        |

|  | Campeón del Torneo Clausura y clasificado a semifinal de la definición del Campeonato Uruguayo. |

### Tabla anual
|                                              | Pos. | Equipos           | PJ | PG | PE | PP | GF | GC | Dif. | Puntos |
| -------------------------------------------- | ---- | ----------------- | -- | -- | -- | -- | -- | -- | ---- | ------ |
|                                              | 1.   | Peñarol           | 37 | 26 | 8  | 3  | 85 | 26 | +59  | 86     |
|                                              | 2.   | Defensor Sporting | 37 | 26 | 8  | 3  | 67 | 37 | +30  | 86     |
|                                              | 3.   | Nacional          | 37 | 26 | 5  | 6  | 71 | 35 | +36  | 83     |
|                                              | 4.   | Wanderers         | 37 | 16 | 7  | 14 | 56 | 53 | +3   | 55     |
|                                              | 5.   | Cerro             | 37 | 15 | 8  | 14 | 50 | 50 | 0    | 53     |
|                                              | 6.   | Boston River      | 37 | 15 | 7  | 15 | 43 | 39 | +4   | 52     |
|                                              | 7.   | Rampla Juniors    | 37 | 13 | 11 | 13 | 42 | 50 | -8   | 50     |
|                                              | 8.   | Danubio           | 37 | 10 | 14 | 13 | 40 | 49 | -9   | 46     |
|                                              | 9.   | River Plate       | 37 | 10 | 15 | 12 | 42 | 44 | -2   | 45     |
|                                              | 10.  | Racing            | 37 | 12 | 9  | 16 | 42 | 51 | -9   | 45     |
|                                              | 11.  | Fénix             | 37 | 10 | 12 | 15 | 46 | 47 | -1   | 42     |
|                                              | 12.  | Liverpool         | 37 | 9  | 10 | 18 | 44 | 58 | -14  | 37     |
|                                              | 13.  | El Tanque Sisley  | 37 | 9  | 10 | 18 | 41 | 64 | -23  | 37     |
|                                              | 14.  | Sud América       | 37 | 9  | 9  | 19 | 50 | 69 | -19  | 35     |
|                                              | 15.  | Juventud          | 37 | 7  | 10 | 20 | 38 | 60 | -22  | 31     |
|                                              | 16.  | Plaza Colonia     | 37 | 6  | 11 | 20 | 32 | 57 | -25  | 29     |
| Última actualización: 3 de diciembre de 2017 |      |                   |    |    |    |    |    |    |      |        |

|  | El primero y el segundo de la tabla jugaron un desempate por el primer puesto, ya que tuvieron la misma cantidad de puntos. Clasificados a la Fase de grupos de la Copa Conmebol Libertadores 2018. |
|  | Clasificado a la Fase 2 de la Copa Conmebol Libertadores 2018 como tercer mejor puntaje acumulado.                                                                                                  |
|  | Clasificado a la Fase 1 de la Copa Conmebol Libertadores 2018 como cuarto mejor puntaje acumulado.                                                                                                  |
|  | Clasificados a la Copa Conmebol Sudamericana 2018. |

#### Desempate
| Desempate por Tabla Anual; 6 de diciembre de 2017, 20:00 | Defensor Sporting | 0:1 (0:0) | Peñarol                  | Estadio Centenario, Montevideo |                              |
|                                                          |                   |           | 90+3' Cristian Rodríguez | Árbitro(s): Esteban Ostojich   | Árbitro(s): Esteban Ostojich |

## Definición del campeonato
|  | Semifinal                       | Semifinal |  |  | Final                         | Final | Final |
|  |                                 |           |  |  |                               |       |       |
|  |                                 |           |  |  |                               |       |       |
|  | Defensor Sp. (Ganador Apertura) | 0 (2)     |  |  |                               |       |       |
|  | Peñarol (Ganador Clausura)      | 0 (4)     |  |  |                               |       |       |
|  |                                 |           |  |  |                               |       |       |
|  |                                 |           |  |  | Peñarol (Ganador Semifinal)   | —     | —     |
|  |                                 |           |  |  | Peñarol (Ganador Tabla Anual) | —     | —     |
|  |                                 |           |  |  |                               |       |       |

#### Semifinal
| 10 de diciembre de 2017, 19:00 | Peñarol                                                          | 0:0 (4:2 p.)               | Defensor Sporting                                                    | Estadio Centenario, Montevideo |  |
|                                |                                                                  |                            |                                                                      | Árbitro(s): Daniel Fedorczuk   |  |
|                                |                                                                  | Tiros desde el punto penal |                                                                      |                                |  |
|                                | Cristian Rodríguez · Walter Gargano · Ramón Arias · Lucas Viatri |                            | Matías Cabrera · Joaquín Piquerez · Mathías Cardaccio · Héctor Acuña |                                |  |

|                                          |
| Bandera de Uruguay                       |
| Campeón Uruguayo 2017 Peñarol 49° título |

## Descenso a la Segunda División
Habrá tres descensos directos al Campeonato Uruguayo de Segunda División 2018. El criterio de descenso definido por la Asociación Uruguaya de Fútbol durante 2016, es el de elaborar una tabla de promedios sumando los puntos obtenidos por los respectivos equipos en el Campeonato Uruguayo 2016, Torneo Apertura 2017, Torneo Intermedio 2017 y Torneo Clausura 2017, en el que los tres peores clasificados al final de la temporada, descenderán. No obstante, una vez finalizado el Campeonato 2016, algunos clubes solicitaron cambiar la cantidad de torneos contabilizados, incorporando también el Campeonato Uruguayo 2015-16 pero debido al veto del Consejo de Liga de Segunda División Profesional, no hubo acuerdo.
Para obtener el cociente, se sumará la cantidad de puntos obtenidos en primera división en las temporadas mencionadas y de dividirá entre los partidos jugados. Tanto a Peñarol como a Nacional se les contabiliza un partido menos, ya que el clásico de la temporada anterior no llegó a disputarse, si bien los puntos fueron otorgados a los tricolores, el partido no se jugó y no cuenta para el promedio como indica el reglamento del campeonato en el artículo 17º.
|  | 1.                                           | Nacional          | 2,250 | 52 | 34 | 83 | 117 |
|  | 2.                                           | Defensor Sporting | 2,134 | 52 | 25 | 86 | 111 |
|  | 3.                                           | Peñarol           | 1,942 | 52 | 15 | 86 | 101 |
|  | 4.                                           | Wanderers         | 1,615 | 52 | 29 | 55 | 84  |
|  | 5.                                           | Cerro             | 1,442 | 52 | 22 | 53 | 75  |
|  | 5.                                           | Danubio           | 1,442 | 52 | 29 | 46 | 75  |
|  | 7.                                           | Boston River      | 1,423 | 52 | 22 | 52 | 74  |
|  | 8.                                           | Rampla Juniors    | 1,288 | 52 | 17 | 50 | 67  |
|  | 9.                                           | Racing            | 1,250 | 52 | 20 | 45 | 65  |
|  | 10.                                          | River Plate       | 1,211 | 52 | 18 | 45 | 63  |
|  | 11.                                          | Fénix             | 1,173 | 52 | 19 | 42 | 61  |
|  | 12.                                          | Liverpool         | 1,173 | 52 | 24 | 37 | 61  |
|  | 13.                                          | El Tanque Sisley  | 1,000 | 37 | SD | 37 | 37  |
|  | 14.                                          | Sud América       | 1,000 | 52 | 17 | 35 | 52  |
|  | 15.                                          | Juventud          | 0,923 | 52 | 17 | 31 | 48  |
|  | 16.                                          | Plaza Colonia     | 0,788 | 52 | 12 | 29 | 41  |
|  | Última actualización: 3 de diciembre de 2017 |                   |       |    |    |    |     |

|  | Permaneció en Primera División al ganar el desempate.      |
|  | Descendió al Campeonato Uruguayo de Segunda División 2018. |

Nota: El Tanque Sisley y Sud América jugaron un desempate para definir el tercer descenso.

### Desempate
Como El Tanque Sisley y Sud América quedaron igualados en promedios, jugaron una serie de dos partidos (ida y vuelta) a modo de desempate. Como también igualaron en estos dos partidos (la ida la ganó El Tanque Sisley y la vuelta la ganó Sud América), jugaron un tercer partido para definir la permanencia, el cual lo ganó El Tanque Sisley mediante definición por penales.
| Desempate Tabla del Descenso; 9 de diciembre de 2017, 18:00 | El Tanque Sisley | 3:2 | Sud América | Estadio Campeones Olímpicos, Florida |  |
|                                                             |                  |     |             | Árbitro(s): Pablo Giménez            |  |

| Desempate Tabla del Descenso; 13 de diciembre de 2017, 17:00 | Sud América | 1:0 | El Tanque Sisley | Parque Viera, Montevideo    |  |
|                                                              |             |     |                  | Árbitro(s): Leodán González |  |

| Desempate Tabla del Descenso; 17 de diciembre de 2017, 20:00 | Sud América | 1:1 (2:4 pen.) | El Tanque Sisley | Estadio Luis Franzini, Montevideo |  |
|                                                              |             |                |                  | Árbitro(s): Esteban Ostojich      |  |

## Goleadores
| Jugador                                | Equipo                        | Goles |
| -------------------------------------- | ----------------------------- | ----- |
| Cristian Palacios                      | Wanderers (19) / Peñarol (10) | 29    |
| Maureen Franco                         | Cerro                         | 25    |
| Cristian Rodríguez                     | Peñarol                       | 16    |
| Fabián Estoyanoff                      | Fénix (13) / Peñarol (3)      | 16    |
| Sebastián Fernández                    | Nacional                      | 14    |
| Rodrigo Aguirre                        | Nacional                      | 13    |
| Juan Ignacio Ramírez                   | Liverpool                     | 12    |
| Maximiliano Gómez                      | Defensor Sporting             | 11    |
| Alex Silva                             | Rampla Juniors                | 11    |
| Nicolás Royón                          | Liverpool                     | 11    |
| Sergio Blanco                          | Wanderers                     | 11    |
| Actualizado al 6 de diciembre de 2017. |                               |       |

- En cursiva jugadores que no continúan en la competición.

## Premios
[cita requerida]

### Mejor jugador
Cristian Rodríguez
| Equipo  | Torneo Apertura | Torneo Apertura | Torneo Apertura | Torneo Intermedio | Torneo Intermedio | Torneo Intermedio | Torneo Clausura | Torneo Clausura | Torneo Clausura | Play-Offs | Play-Offs | Play-Offs |
| Equipo  | PJ              | G               | A               | PJ                | G                 | A                 | PJ              | G               | A               | PJ        | G         | A         |
| ------- | --------------- | --------------- | --------------- | ----------------- | ----------------- | ----------------- | --------------- | --------------- | --------------- | --------- | --------- | --------- |
| Peñarol | 12              | 3               | 5               | 5                 | 3                 | 2                 | 10              | 9               | 1               | 2         | 1         | 0         |

### Máximo goleador
Cristian Palacios
| Equipo              | Torneo Apertura | Torneo Apertura | Torneo Apertura | Torneo Intermedio | Torneo Intermedio | Torneo Intermedio | Torneo Clausura | Torneo Clausura | Torneo Clausura | Play-Offs | Play-Offs | Play-Offs |
| Equipo              | PJ              | G               | A               | PJ                | G                 | A                 | PJ              | G               | A               | PJ        | G         | A         |
| ------------------- | --------------- | --------------- | --------------- | ----------------- | ----------------- | ----------------- | --------------- | --------------- | --------------- | --------- | --------- | --------- |
| Wanderers / Peñarol | 14              | 15              | 3               | 6                 | 4                 | 0                 | 10              | 10              | 1               | 2         | 0         | 0         |

### Máximo asistente
Fabián Estoyanoff
| Equipo          | Torneo Apertura | Torneo Apertura | Torneo Apertura | Torneo Intermedio | Torneo Intermedio | Torneo Intermedio | Torneo Clausura | Torneo Clausura | Torneo Clausura | Play-Offs | Play-Offs | Play-Offs |
| Equipo          | PJ              | G               | A               | PJ                | G                 | A                 | PJ              | G               | A               | PJ        | G         | A         |
| --------------- | --------------- | --------------- | --------------- | ----------------- | ----------------- | ----------------- | --------------- | --------------- | --------------- | --------- | --------- | --------- |
| Fénix / Peñarol | 13              | 8               | 5               | 6                 | 5                 | 1                 | 14              | 3               | 7               | 2         | 0         | 0         |